# Hypochilus bonneti
Hypochilus bonneti is een spinnensoort uit de familie Hypochilidae. De soort komt voor in de Verenigde Staten.